# نوتنغهام الجنوبية (دائرة انتخابية في المملكة المتحدة)
نوتنغهام الجنوبية  (بالإنجليزية: Nottingham South)‏ هي إحدى الدوائر الانتخابية في المملكة المتحدة الممثلة في مجلس العموم في برلمان المملكة المتحدة.
عضو البرلمان الذي يمثلها حالياً هو :Alan Simpson (Lab).